# 키타무라 료
키타무라 료(일본어: 北村諒, 1991년 1월 25일 -)는 일본의 배우, 패션 모델이다. 도쿄도 출신이며, 주식회사 아이즈 소속이다.

## 인물
- 키 170.3cm. 체중 52〜3kg. 혈액형 A형.
- 대학생 시절 살롱 모델을 시작으로, 그 후 독자 모델 혹은 가게 점원도 경험함.
- 취미는 음악 감상, 패션, 그리고 애니메이션. 좋아하는 아티스트는 L'Arc~en~Ciel[2].
- 좋아하는 색은 검정, 하얀색, 파란색 (운동할 때 입는 것이라면 빨간색.)
- 술은 잘 못 마심.
- 고양이 알러지가 있으나, 고양이를 좋아함.
- 중고등학교 6년간 농구부에 소속.
- 2016년 5월 25일, 마츠다 료와 미야자키 슈토와 3명이서 결성한 유닛 "Unknown Number!!!" 가 싱글 "키보우노히카리 (キボウノヒカリ)"로 데뷔[3].
- 성우 겸 배우인 타노 아사미와 결혼했음을 발표했다.

## 출연

### TV방송
- 검은 여교사 제 1화 (2012년 7월 20일, TBS) - BLACK berry의 점원 역
- 오늘 밤은 아리에나이토 (今夜はアリエナイト) (후지 TV)
  - "가니메데와 카리스토" - 가니메데 역
  - "홈즈와 왓슨" - 홈즈 역
  - "형부 식당" - 지짐이 역
  - "삶이 변화하는 1분간의 깊은 이야기" (2014년 4월 28일, 일본 tv)
- 줄 서는 법률상담소 (2015년 10월 18일, 일본 TV)
- 스캇토 재팬 (2016년 4월 20일, 후지 tv)
- 겁쟁이 페달 (2016년 8월 ~ , BS 스카파!) - 토도 진파치 역[4]

### 무대
- 어둠의 황태자 (2012년 10월, 우에노 스토어하우스) - 팀A : 하나야기 역
- 잠들지 않는 거리의 왕자님 (眠れぬ町の王子様) 〜prince of the sleepless town〜(2012년 11월~12월, 스페이스 제로) - 쇼 역
- 9 -나인- (2013년 3월, 도쿄：키노쿠니야 서던 시어터 / 고베：신 고베 오리엔탈 극장) - 카네사키 미츠지로 역
- 낭독극 『싯포(꼬리)의 동료들2 (しっぽのかまたち2)』 (2013년 4월~5월, 에비스 에코 극장)
  - 「나는 개로소이다.」 - 칸치 역
  - 「개의 혼인활동」 - 고에몬 역
- 옥상 원더랜드 (2013년 5월, あうるすぽっと) - 주연
- 레플리카 (2013년 6월, 시어터 선몰 (シアターサンモール)） - 에비나 역
- abc★아카사카 보이즈 캬바레표 FINAL! 최후의 방전 ~ 스스로에게 승리할 힘을 넣어서! ~  (2013년 8월, 도쿄：아카사카 ACT시어터 (赤坂ACTシアター) / 오사카：시어터 BRAVA (シアターBRAVA!)） - 키시모토 미츠지로 역
- 낭독극 『나츠카게 이별을 하기 위해서… (夏影 さよならをするために…)』（2013年10月、요로즈 극장）
- 베니바라 토끼단 (ベニバラ兎団) vol.15 『VAMPIST』 (2014년 1월, 이케부쿠로 Theater Green BIG TREE THEATER) - 사무엘 역
- 겁쟁이 페달 시리즈 - 토도 진파치 역
  - 인터 하이 편 The Second Order (2014년 3월, 천왕주 은하 극장 외)
  - 하코네 학원 편 ~야수각성~ (2014년 10월~11월, 시어터 BRAVA! 외)
  - 인터 하이 편 The WINNER (2015년 3월, 시어터 BRAVA! 외)
  - IRREGULAR〜두 개의 정상〜(2015년 10월~11월, TOKYO DOME CITY HALL 외)[5]
- 다차원 프로젝트 "The Fool" 노부나가 더 풀 (ノブナガ・ザ・フール) - 가이우스 율리우스 카이사르 (Live Act) 역
  - 제 2회 공연 “act.2 〜난동의 연인〜” (2014년 4월, TOKYO DOME CITY HALL)
  - 제 3회 공연 "act.3 ~최후의 만찬" (2014년 7월, 아리아케 콜로세움)
- OASIS (2014년 4월~5월, 시어터 선몰)
- 캐트 민트대#5 『The Kaidan 알프스 일만척 Final』 (2014년 7월~8월, 시어터 선몰)
- 메시아 ~자미의 장~ (2014년 8월, 선샤인 극장) - 유리 슈토 역
- [6]
- 늑대인간 더 플레잉 시어터 X 신센구미 ~미부촌의 늑대 지성의 두루마리~ (2014년 9월, CBGKシブゲキ!!) - 오키타 소지 (沖田総司) 역
- HYSTERIC6 (2014년 12월, CBGKシブゲキ!!) - 칸자키 역
- Office ENDLESS produce vol.15 『RE-INCARNATION 〜RE-VIVAL〜』 (2014년 12월~2015년 1월, 홀 스페이스 제로 외) - 바쵸 모우키 (馬超孟起) 역
- Office ENDLESS produce vol.17 『요츠야 괴담』 (2015년 5월, 시어터 Χ) - 시미즈 이치가쿠 / 소년 Y 역
- 낭독극 『핸섬 라쿠고』 제 6 막 (2015년 6월~7월, CBGKシブゲキ!! 외)
- 다차원 프로젝트 ‘‘The Fool’’ 제 2회 작품 『 여름날의 아쿠에리온 』 (2015년 7월, AiiA 2.5 Theater Tokyo) - 〈live act〉 波瑠斗（가레） 역
- 뮤지컬 『팔견전―동방팔견이문―』 (2015년 8월, 시어터 선몰) - 이누카와 쇼스케 역[7]
- 낭독극 『그림DOWA』 (2015년 8월 29일, 후루사토 홀)
- DisGOONie presents vol.1 『From Chester Copperpot』 (2015년 11월, 시어터 웨스트) - 『NEW WORLD』 코디 잉크(コーディ・インク) 역
- Office ENDLESS produce vol.20 『RE-INCARNATION 〜RE-SOLVE〜』 (2015년 12월 ~ 2016년 1월, 홀 스페이스 제로 외) - 바쵸 모우키 (馬超孟起) 역
- DisGOONie presents vol.2 『지져스 크라이스트 사무라이 스타 〜저택 안에 있소이다〜』 (2016년 2월, 홀 스페이스 제로) - 신카이 야시치로 역
- 새벽의 연화 (2016년 3월, EX THEATER ROPPONGI) - 키쟈 역
- 도검난무 허문 불타오르는 혼노지 (2016년 5월, 시어터 1010 외) - 야겐 토시로 역
  - 도검난무 허문 불타오르는 혼노지 재연 (2016년 12월 15일 ~ 30일, 천왕주은하극장 / 2017년 1월 7일 ~ 8일, Al Monee Thunk Kitakyushu Soleil Hall / 1월 12일 ~ 17일, 오사카 메르파르크 홀)
- 앙상블 스타즈! On stage (2016년 6월, AiiA 2.5 Theater Tokyo) - 나루카미 아라시 역
  - 앙상블 스타즈! On stage〜Judge of Knights〜 (2017년 9월 7일 ~ 18일, 시어터 1010 / 9월 22일 ~ 24일, 신 고베 오리엔탈 극장)[8]
  - 앙상블 스타즈! On stage ~To the shining future~ (2018년 1월 19일 ~ 21일, 우메다 예술 극장 시어터 드라마시티 / 1월 25일 ~ 2월 5일, 시어터 1010)[9]
- 다이쇼 낭만 탐정 이야기 ~ 은방울꽃의 설계서 ~ (2016년 7월, 도쿄 예술 극장 시어터 웨스트) - 키타하야 쇼타 역[10]
- 청의 엑소시스트 교토 홍련편 (2016년 8월, Zepp 블루 시어터 롯폰기) - 오쿠무라 린 역
- 휘슬! BREAK THROUGH -벽을 부숴라- (2016년 8월 ~ 9월, 시어터 1010) - 시이나 츠바사 역
- 오소마츠상 on STAGE 〜SIX MEN’S SHOW TIME〜 (2016년 9월 ~ 10월, 시어터 드라마 시티(シアター・ドラマシティ) / Zepp 블루 시어터 롯폰기) - 마츠노 이치마츠 역
- 무대 「진・삼국무쌍」 (2017년 2월 11일 ~ 19일, 홀 스페이스 제로) - 조운 역
- Ye-夜- (2017년 4월 5일 ~ 9일, 도쿄 예술 극장 시어터 웨스트) - 주연 ・ 스이셴(水仙) 역[11]
- NARUTO-나루토- 〜새벽의 조사〜(2017년 5월) - 사이 역
- 오소마츠상 on STAGE 〜SIX MEN’S SHOW TIME 2〜(2018년 2월 ~ 3월, 우메다 예술 극장 / TOKYO DOME CITY HALL) - 마츠노 이치마츠 역
- 무대 『청의 엑소시스트』 시마네 일루미나티 편 (2017년 10월 20일 ~ 11월 5일, Zepp 블루 시어터 롯폰기, 신 고베 오리엔탈 극장) - 오쿠무라 린 역

### PV
- Acid Black Cherry 「나비 (蝶)」 (2011년 10월 25일) - yasu의 연인 역
- 코다 쿠미×니나가와 미카×안노 모요코 「핑크 스파이더 inspired by バッファロー5人娘」 - 레이지 역
- SuG 「벚꽃비 (桜雨)」 (2016년 3월 18일)[12]
- DieByForty 「Morning Call 」 (2016년 6월 1일)

### 게임
- 앙상블 스타즈! (2015년 ~) - 나루카미 아라시 역 (2대)[13]
- 전각 나이트 블러드 (2017년 ~) 키리가쿠레 사이조 역[14]

### TV애니메이션
- 전각 나이트 블러드 (2017년, TOKYO MX) - 키리카구레 사이조 역[15]
- 앙상블 스타즈! (2019년) - 나루카미 아라시 역

### DVD
- 키타무라 료의 타비키타 (여행 왔다)(北村諒のたびきた) 1권 (2016년 6월 24일)

## 서적

### 잡지
- CHOKi CHOKi (2011년 ~ 2015년, 内外出版社) - 전속 모델

### 사진집
- 첫번째 사진집 「Ryo」 (2015년 3월 27일)

## 디스코그래피

### 캐릭터송
| 발매일    | 상품명                                                                                                | 가수    | 노래                                               | 비고                          |
| 2015년    | 2015년                                                                                                | 2015년  | 2015년                                             | 2015년                        |
| --------- | --- | ------- | -------------------------------------------------- | ----------------------------- |
| 10월 28일 | 앙상블 스타즈! 유닛송 CD Vol.2 Knights あんさんぶるスターズ! ユニットソングCD Vol.2 Knights           | Knights | 「Voice of Sword」 「Checkmate Knights」           | 게임 『앙상블 스타즈!』관련곡 |
| 2016년    | |         |                                                    |                               |
| 10월 26일 | 앙상블 스타즈! 유닛송 CD 2nd Vol.03 Knights あんさんぶるスターズ! ユニットソングCD 2nd Vol.03 Knights | Knights | 「Silent Oath」 「Fight for Judge」                | 게임 "앙상블 스타즈!" 관련곡  |
| 2017년    | |         |                                                    |                               |
| 8월 9일   | 앙상블 스타즈! 유닛송 CD 3rd Vol.02 Knights あんさんぶるスターズ! ユニットソングCD 3rd Vol.02 Knights | Knights | 「Article of Faith」 「Knights the Phantom Thief」 | 게임 "앙상블 스타즈!" 관련곡  |